# Groupon
Groupon est une multinationale américaine de commerce en ligne basé sur le concept d'achat groupé. L'achat groupé est un type d'achat où un groupe de personnes s'unissent pour obtenir une remise substantielle sur un produit.
Le site compte, en 2021, 14,7 millions d'utilisateurs américains actifs.

## Présentation
Le site Groupon est actif dans les grandes villes des États-Unis, du Canada, du Brésil, de France, de Belgique, d'Allemagne, d'Australie, du Royaume-Uni ainsi qu'aux émirats. Il a été lancé en novembre 2008 à Chicago. Par la suite, il a été rapidement disponible à Boston, New York et Toronto. En octobre 2010, Groupon desservait plus de 150 marchés en Amérique du Nord et cent marchés à l'extérieur de l'Amérique du Nord. À l'échelle de la France, Groupon était en 2011 dans le top 100 des sites les plus consultés.

## Historique
Le site Groupon.com a été créé par Andrew Mason, originaire de Pittsburgh en Pennsylvanie, chef de la direction de Groupon jusqu'à son éviction fin février 2013, à la suite de l'annonce de résultats trimestriels décevants qui ont fait plonger son cours de Bourse. Le site a fait sa première offre en octobre 2008, il s'agissait d'une offre pour une pizza à moitié prix offerte par un restaurant situé au premier étage de l'édifice où logeait la jeune entreprise Groupon.
Mason a attiré sur son site, l'attention de son ancien employeur, Eric Lefkofsky, qui a fourni un million de dollars en capital de lancement pour développer le site. Groupon croît rapidement avec un chiffre d'affaires prévu de cinq cents millions de dollars pour 2010. Après un peu moins de deux ans d'existence, en avril 2010, la société a été évaluée à 1,35 milliard de dollars. Selon un rapport publié dans le magazine Forbes et un reportage du Wall Street Journal, Groupon devrait « générer des revenus d'un milliard de dollars plus rapidement que toute autre entreprise ».
Groupon a acquis plusieurs sites qui étaient des sites de type achat groupé et qui opéraient hors des États-Unis. Ces sites ont été regroupés sous le nom Groupon après leur acquisition.[réf. nécessaire] Ces acquisitions incluent MyCityDeal d'Europe (17 mai 2010), ClanDescuento d'Amérique du Sud (22 juin 2010), Qpod.jp du Japon (17 août 2010), et Darberry.ru de Russie (17 août 2010). Avant ces acquisitions, Groupon avait acheté la société de technologie mobile Mob.ly.
Selon Business Insider, Yahoo! aurait fait son savoir son intérêt pour l'acquisition de Groupon pour un montant compris entre 3 et 4 milliards de dollars.
Le 30 novembre 2010, un rapport indiquait que Google offrait 5,3 milliards de dollars avec une clause d'indexation sur les bénéfices futurs de sept cents millions de dollars pour acquérir Groupon. Cette offre a été rejetée par Groupon le 3 décembre 2010. Une autre source indique que l'offre de Google était de 6 milliards de dollars.
Groupon est entré en bourse le 4 novembre 2011. Le 23 novembre 2011, le titre perdait près de 15 % de sa valeur pour dégringoler à 20,07 dollars. Un montant tout juste supérieur à celui atteint lors de son entrée en Bourse.
En 2013, après l'annonce de résultats trimestriels insatisfaisants à Wall Street et une chute de 24 % du titre, Groupon informe qu'Eric Lefkofsky (cofondateur) et Ted Leonsis (administrateur) assureront l'intérim à la tête de l'entreprise jusqu'à la désignation d'un nouveau directeur général, en remplacement d'Andrew Mason. Finalement, le PDG Andrew Mason conservera son poste, mais Groupon devra changer de modèle pour créer de la valeur, notamment en diversifiant ses services. En effet, les restaurateurs sont déçus, car les membres ne cherchent que les meilleurs plans et ne restent pas fidèles à un seul restaurant.
Le 14 janvier 2014 Groupon rachète Ideeli, site de vente privée, pour 43 millions de dollars . En septembre 2015, Groupon annonce la suppression de 1 100 postes entre cette annonce et septembre 2016.
Son modèle étant facilement copiable, et les consommateurs atteints de lassitude, l'entreprise a lentement décliné au fil des années : en 2023, elle ne compte plus que 2094 employés (6 fois moins qu'en 2012), pour une capitalisation boursière de seulement 103 millions de dollars (99,4% de moins que sa valeur initiale) .

## Modèle économique
Groupon affiche une offre de produit par jour dans chacun des marchés qu'il dessert. L'offre propose un produit avec un rabais de 30 à 90 %. L'offre est affichée sur le site Web de Groupon et est envoyée par courrier électronique aux membres qui se sont inscrits sur le site de Groupon. L'offre indique : la description détaillée du produit offert, son prix régulier, le rabais consenti par le fournisseur, le prix après le rabais et le nombre minimum de produits qui doivent être achetés pour que les ventes soient conclues. Si le nombre minimum d'achats est atteint, tous les acheteurs qui se sont manifestés obtiennent le produit, si le nombre minimum n'est pas atteint, aucun acheteur n'obtient le produit.
Groupon se finance en retenant au minimum 20 % du prix des produits vendus sur son site.
Étant donné que le rabais minimal sur Groupon est de 50 % Groupon se rémunère moyennant une commission sur la prestation effectuée, en fonction de la taille et de la notoriété du partenaire. Cette caractéristique dicte les types de produits que l'on retrouve sur Groupon :
- Les produits de base ne sont pas proposés car la marge bénéficiaire sur ces produits est faible et ne permet pas une réduction de 75 % ;
- Le modèle est économiquement viable pour un commerçant ou un partenaire dès lors que la marge de sa prestation ou de son produit est supérieure à 75 %, ce qui est rarement le cas ;
- Nous retrouvons surtout : des produits de luxe sur lesquels la marge bénéficiaire est importante, des produits d'entreprise naissante ou en recherche de nouveaux clients (car prêtes à vendre à perte pour se faire connaître), des bons de réduction qui ne constitueront qu'une fraction du prix payé par le client lors de l'achat, (par exemple un bon de réduction de 40 $ vendu 20 $ pour un repas au restaurant qui coûtera finalement plus que 40 $).

Groupon déclare refuser offrir certains types de services : par exemple, les champs de tir, les cliniques d'avortement, les cliniques de chirurgie plastique et les strip clubs, mais il arrive que certaines offres aillent à l'encontre de ces principes.
Contrairement aux ventes par petites annonces, les marchands n'ont aucuns frais à payer s'ils ne concluent pas de ventes.

## Résultats financiers
En 2017, la société a enregistré des ventes de 2.844 millions de dollars et dégagé un résultat positif de 14 millions d'euros.
Introduit en bourse à 20 dollars en novembre 2011, l'action cote moins de 5 dollars en juillet 2018.
Début juillet 2018, l'Agefi évoque une possible vente de la société.

## Concurrents
Un inconvénient important du modèle d'affaires de Groupon est qu'il est facilement copiable. En Amérique du Nord, il y a 200 sites similaires à Groupon, certains copiant l'apparence de son site, ses polices de caractères et son logo.
À travers le monde, il y a plus de 500 sites similaires, y compris plus de 100 en Chine,. Toutefois, en décembre 2010, un seul concurrent, Living Social, a été décrit comme un concurrent sérieux ; selon un rapport, il a reçu un investissement d'Amazon de 175 millions de dollars.

## Critiques
L'émission Capital sur M6 présentant le succès de Groupon, émet des réserves sur la qualité de ses prestations. En effet, il y est expliqué que le consommateur peut être très déçu par la prestation et qu'il lui est parfois impossible de bénéficier de l'offre à cause d'une forte affluence chez le commerçant lié à un deal. Dans le cas où le consommateur ne peut plus bénéficier de l'offre qu'il a achetée, Groupon peut tout de même rembourser le client sous forme d'avoir.
À la suite de ces problèmes de disponibilité, Groupon travaille désormais avec le partenaire pour limiter le nombre maximum de deals vendus par ce dernier, dans la limite de sa capacité d'accueil.
Après avoir signé un contrat, le commerçant est lié avec Groupon pour 24 mois par un contrat renouvelable par tacite reconduction pour 12 mois. Groupon pourra publier une nouvelle fois l'offre du commerçant, avec son accord (mentionné dans le contrat) pendant la durée du contrat. En outre, le commerçant ne peut pas faire d'opérations commerciales avec d'autres prestataires d'achat groupé pendant la durée du contrat.
Les engagements pris par les commerçants proposant leurs produits sont à double tranchant, puisque si ces promotions sont susceptibles de leur amener des clients, elles peuvent aussi générer des pertes importantes, le commerçant n'étant pas maître des volumes de vente à honorer, qui sont décidés par la société,.
Le 26 mars 2011, une commerçante belge affirme, dans son témoignage « Groupon, l'envers du décor », être contrainte de déposer le bilan à cause du coût occasionné par les « deals » de Groupon. Groupon réagit officiellement quelques jours plus tard,,,. L'affaire prend de l'ampleur sur le Web,, et dans les médias traditionnels. Vendredi 1er avril, la commerçante donne une conférence de presse, dont à la RTBF,.
D'autres partenaires de Groupon et clients se plaignent ou se sont plaints des mauvaises pratiques Groupon, certains ont déposé plainte. Au-delà de la société Groupon, c'est son modèle économique - qu'elle n'est pas la seule à avoir choisi - qui est critiqué,.
Ces critiques ont été relayées en novembre 2011 par The Daily Telegraph, et le journal Le Monde fait par ailleurs état de doutes existant non seulement sur le modèle économique de la société, mais aussi sur la sincérité de ses comptes.

### Au Québec
Le 5 juin 2019, la startup Outgo, un compétiteur de Groupon au Québec, émet un communiqué annonçant « la cessation des activités de Groupon au Québec ». Une enquête, menée par La Presse, révèle ensuite que Groupon a fermé ses bureaux du Québec au mois de mars 2019, selon un avis de licenciement collectif transmis au ministère du Travail du Québec. Celui-ci précise que 13 personnes travaillant au 80, rue Queen, dans le Vieux-Montréal, ont perdu leur emploi. La fermeture en catimini de l'entreprise soulève la colère des marchands et l'indignation du public, s'ensuit une puissante réaction en chaîne dans les médias. La nouvelle de la fermeture est reprise par CTV News Channel (Canada), TVA Nouvelles, Protégez-vous, Le Journal de Montréal, notamment.
Les évènements mènent au dépôt d'une demande en action collective de la part des marchands lésés. Cette demande en action collective stipule notamment que plusieurs marchands ont honoré des services vendus par le biais du site web de Groupon, sans avoir été payés : « Or, les défenderesses ont, abusivement et illégalement, conservé toutes les sommes qu'elles ont perçues auprès des clients, et ce, en contravention directe des ententes conclues avec la demanderesse. »,.